# オラフ・マーシャル
オラフ・マーシャル（Olaf Marschall, 1966年3月19日 -）は、ドイツ出身の元サッカー選手。FW。

## 経歴
カイザースラウテルンに所属していた、1997-98シーズン、怪我で約10試合を離脱しながらもリーグ戦で21得点を挙げ(得点王となったウルフ・キルステンとは僅か1ゴール差であった。)、チームは2部から昇格したばかりであったが、1部優勝に貢献した。
1994年10月にハンガリー戦でドイツ代表デビュー。
1998年のワールドカップ・フランス大会のメンバーに召集されたが、準々決勝のクロアチア戦で僅かな出場時間を得ただけに終わった。1999年のFIFAコンフェデレーションズカップにも出場した。
引退後の2006年には、短期ながらカイザースラウテルンの監督を務めた。

## 個人成績
(リーグ戦)
| シーズン  | チーム                             | リーグ                        | 試合数 | ゴール数 |
| --------- | ---------------------------------- | ----------------------------- | ------ | -------- |
| 1983/84   | ロコモティヴェ・ライプツィヒ       | DDRオーバーリーガ             | 7      | 1        |
| 1984/85   | ロコモティヴェ・ライプツィヒ       | DDRオーバーリーガ             | 16     | 10       |
| 1985/86   | ロコモティヴェ・ライプツィヒ       | DDRオーバーリーガ             | 20     | 4        |
| 1986/87   | ロコモティヴェ・ライプツィヒ       | DDRオーバーリーガ             | 19     | 1        |
| 1987/88   | ロコモティヴェ・ライプツィヒ       | DDRオーバーリーガ             | 25     | 8        |
| 1988/89   | ロコモティヴェ・ライプツィヒ       | DDRオーバーリーガ             | 23     | 12       |
| 1989/90   | ロコモティヴェ・ライプツィヒ       | DDRオーバーリーガ             | 25     | 7        |
| 1990/91   | アドミラ・ヴァッカー・メードリング | ブンデスリーガ (オーストリア) | 28     | 7        |
| 1991/92   | アドミラ・ヴァッカー・メードリング | ブンデスリーガ (オーストリア) | 36     | 14       |
| 1992/93   | アドミラ・ヴァッカー・メードリング | ブンデスリーガ (オーストリア) | 35     | 19       |
| 1993/94   | ディナモ・ドレスデン               | ブンデスリーガ (ドイツ)       | 32     | 11       |
| 1994/95   | カイザースラウテルン               | ブンデスリーガ (ドイツ)       | 26     | 7        |
| 1995/96   | カイザースラウテルン               | ブンデスリーガ (ドイツ)       | 19     | 2        |
| 1996/97   | カイザースラウテルン               | ブンデスリーガ2部 (ドイツ)    | 16     | 10       |
| 1997/98   | カイザースラウテルン               | ブンデスリーガ (ドイツ)       | 24     | 21       |
| 1998/99   | カイザースラウテルン               | ブンデスリーガ (ドイツ)       | 28     | 12       |
| 1999/2000 | カイザースラウテルン               | ブンデスリーガ (ドイツ)       | 25     | 4        |
| 2000/01   | カイザースラウテルン               | ブンデスリーガ (ドイツ)       | 12     | 1        |
| 2001/02   | カイザースラウテルン               | ブンデスリーガ (ドイツ)       | 10     | 2        |

## 代表歴

### 出場大会
- 東ドイツ代表
- ドイツ代表
  - 1998 FIFAワールドカップ (ベスト8)

### 試合数
- 国際Aマッチ 4試合 0得点（1985年-1989年、東ドイツ）[4]
- 国際Aマッチ 13試合 3得点（1994年-1999年、ドイツ）[4]

| 東ドイツ代表 | 国際Aマッチ | 国際Aマッチ |
| 年           | 出場        | 得点        |
| ------------ | ----------- | ----------- |
| 1985         | 1           | 0           |
| 1986         | 0           | 0           |
| 1987         | 1           | 0           |
| 1988         | 0           | 0           |
| 1989         | 2           | 0           |
| 通算         | 4           | 0           |

| ドイツ代表 | 国際Aマッチ | 国際Aマッチ |
| 年         | 出場        | 得点        |
| ---------- | ----------- | ----------- |
| 1994       | 1           | 0           |
| 1995       | 0           | 0           |
| 1996       | 0           | 0           |
| 1997       | 2           | 1           |
| 1998       | 7           | 2           |
| 1999       | 3           | 0           |
| 通算       | 13          | 3           |

## タイトル
ロコモティヴェ・ライプツィヒ
- FDGB-ポカール : 1985-86, 1986-87

カイザースラウテルン
- ブンデスリーガ : 1997-98
- DFBポカール : 1995-96

個人
- キッカー選出ベスト11 : 1997-98
- アドミラ・ヴァッカー・メードリングセンチュリーベスト11